# Пастрмалія
Пастрмалія (мак. Пастрмалија) — македонський пиріг з тіста та м’яса. Традиційна пастрмалія має довгасту форму з нарізаним м’ясом. Назва походить від слова пастрма, що означає солону і сушену баранину.
На честь пастрмалії щороку у Штипі традиційно проходить фестиваль «Пастрмаліяда» (мак. „Пастрмалијада“). У 2011 році штипська пастрмалія отримала окремий бренд. Серед Македонців також побутує назва „пастрмајлија“.